# Большеухий опоссум
Большеухий опоссум (лат. Didelphis aurita) — млекопитающее из семейства опоссумов. Обитает в тропических лесах Бразилии, Аргентины и Парагвая.
Может достигать в длину от 60 до 90 см и весить до 1,6 кг. Ведёт древесный образ жизни. Питается фруктами, червями и насекомыми. Убежище находит в дуплах деревьев, среди листьев и в гнёздах птиц. Период беременности длится около 13 дней. В год бывает 2 помёта, в каждом помёте 8 детёнышей, которые питаются молоком матери в течение 3-х месяцев.